# Pieter Vanspeybrouck
Pieter Vanspeybrouck (Tielt, 10 febbraio 1987) è un dirigente sportivo ed ex ciclista su strada belga, professionista dal 2008 al 2021, ha vinto lo Sparkassen Giro Bochum 2011. Dal 2022 ricopre il ruolo di direttore sportivo.

## Palmarès

### Strada
- 2007 (Beveren 2000)

4ª tappa Tour de la Province de Liège (Welkenraedt > Welkenraedt)
- 2011 (Topsport Vlaanderen-Mercator, una vittoria)

Sparkassen Giro Bochum
- 2014 (Topsport Vlaanderen-Baloise, una vittoria)

GP Gemeente Kortemark
- 2016 (Topsport Vlaanderen-Baloise, una vittoria)

Omloop Mandel-Leie-Schelde

## Piazzamenti

### Grandi Giri
- Tour de France

2017: 100º

### Classiche monumento
- Milano-Sanremo

2021: 154º
- Giro delle Fiandre

2009: 101º
2011: ritirato
2012: ritirato
2015: ritirato
2016: ritirato
2017: 76º
2020: ritirato
2021: 108º
- Parigi-Roubaix

2008: 81º
2009: 42º
2015: 116º
2017: 37º
2019: ritirato
- Liegi-Bastogne-Liegi

2010: 100º
2015: ritirato
2016: 100º

### Competizioni mondiali
- Campionati del mondo su strada

Stoccarda 2007 - In linea Under-23: 102º
Valkenburg 2012 - Cronosquadre: 25º
Toscana 2013 - Cronosquadre: 22º